# Kościół św. Katarzyny w Ribe

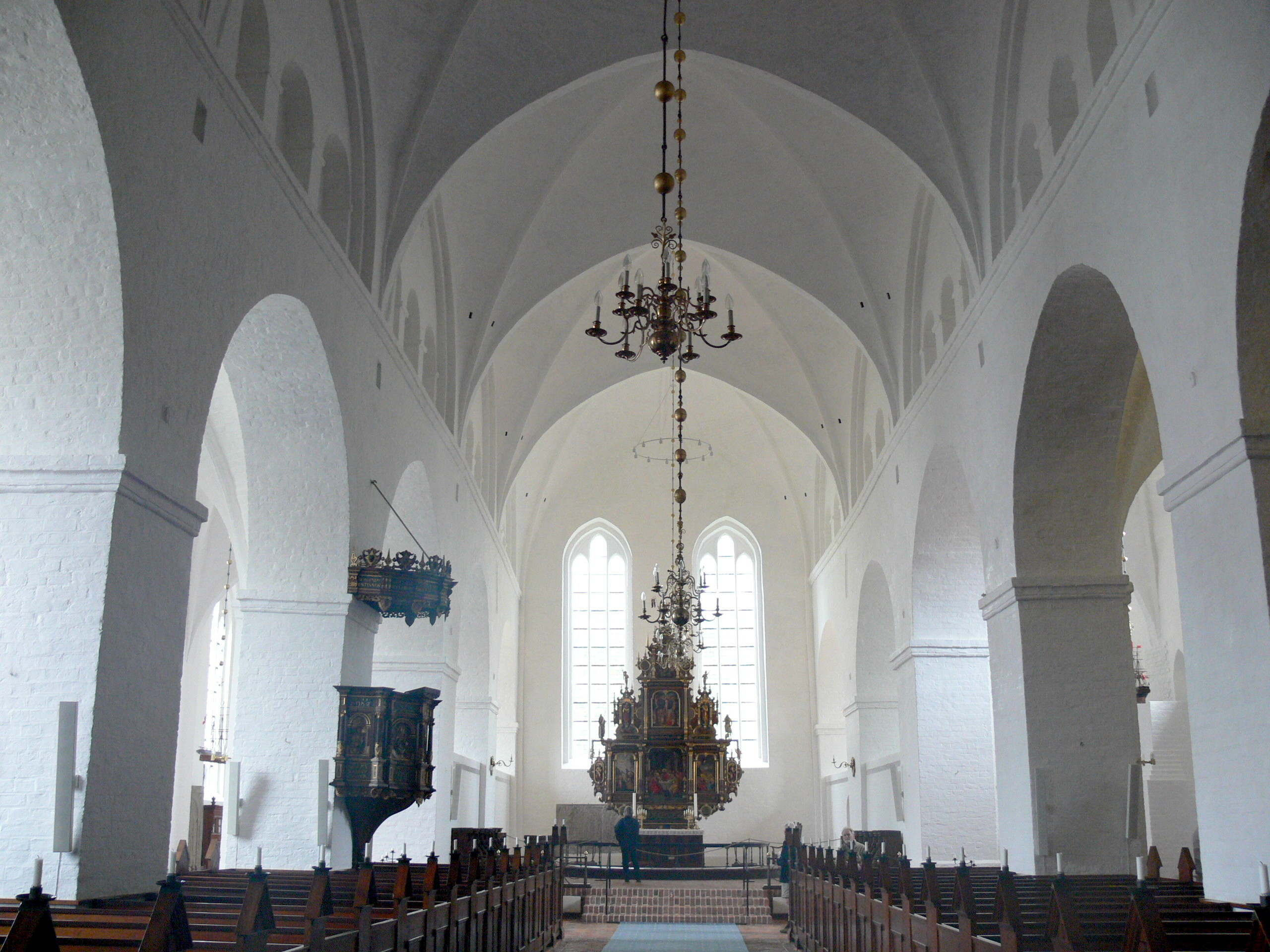
Wnętrze kościoła.

Kościół św. Katarzyny w Ribe (duń. Sankt Katharine Kirke lub Sct. Catharinæ Kirke) – kościół położony w Ribe, na wschód od Starego Ratusza. Kościół parafialny w diecezji Ribe.
Kościół św. Katarzyny został wzniesiony razem z klasztorem przez zakon dominikanów. Po nastaniu reformacji w 1536 klasztor zamknięto a dominikanie zostali zmuszeni do zaprzestania działalności. Klasztor podominikański, pomimo że już nigdy nie pełnił funkcji religijnej, należy dzisiaj do najlepiej zachowanych założeń klasztornych na terenie Danii.
Kościół św. Katarzyny i katedra to dwa jedyne kościoły spośród 13 zbudowanych w Ribe przed reformacją, które przetrwały do czasów współczesnych.

## Historia
Zespół kościelno-klasztorny dominikanów w Ribe został założony w 1228 przez dominikanina i późniejszego biskupa Tuve af Ribe. Patronką fundacji została św. Katarzyna ze Sieny. Założenie zostało zbudowane na planie kwadratu w stylu romańskim. W XIV w. zespół rozbudowano.
Obecny kościół został wzniesiony w XV w. w stylu gotyckim z zachowaniem fragmentów poprzedniej budowli. W 1480 dużą donację na rzecz klasztoru uczynił król Danii Chrystian I Oldenburg.
W XVI w. kościół św. Katarzyny rozbudowano. Spłonął on następnie w pożarze ale na żądanie papieża został odbudowany. W latach 20. XX w. kościół został ogromnym nakładem środków odrestaurowany a w 1934 rekonsekrowany.
Do najcenniejszych elementów wyposażenia należy misternie rzeźbiona ambona z 1591 i ołtarz z 1650.
Sam klasztor po desakralizacji spełniał różne funkcje. Do 1864 był m.in. szpitalem dla umysłowo chorych i szpitalem polowym (w czasach wojen); obecnie mieści się w nim dom starców.
Obok kościoła stoi fontanna z posągiem św. Katarzyny. Fontanna powstała ok. 1930 i jest dziełem Andersa Bundgaarda.